# Elaphoglossum hirtum
Elaphoglossum hirtum är en träjonväxtart som först beskrevs av Olof Peter Swartz, och fick sitt nu gällande namn av Carl Frederik Albert Christensen. Elaphoglossum hirtum ingår i släktet Elaphoglossum och familjen Dryopteridaceae. Inga underarter finns listade.